# Grainville-la-Teinturière
Grainville-la-Teinturière település Franciaországban, Seine-Maritime megyében. Lakosainak száma 1060 fő (2022. január 1.). Grainville-la-Teinturière Bertheauville, Beuzeville-la-Guérard, Bosville, Cany-Barville, Le Hanouard, Oherville és Ourville-en-Caux községekkel határos.

## Népesség
A település népességének változása:
| Lakosok száma | 1076 | 1072 | 1148 | 1078 | 1081 | 1077 | 1076 | 1072 | 1060 |
|               | 2013 | 2015 | 2016 | 2017 | 2018 | 2019 | 2020 | 2021 | 2022 |